# ニグたんの呼び声
「Z/X -Zillions of enemy X- NF DramaCD (15)「ニグたんの呼び声」」は、ブロッコリー発売のトレーディングカードゲーム、Z/X（ゼクス）15枚目のドラマCD。2019年6月16日に発売された。

## ストーリー
シュブニ・グ(CV.三上枝織)を名乗る不思議な人物が好奇心のままに暴走するコメディ作品。
個性的なゼクス使いたちの中では比較的常識人な 蝶ヶ崎ほのめ(CV.佐伯伊織)、各務原あづみ(CV.小倉唯)、弓弦羽ミサキ(CV.石原夏織)、青葉千歳(CV.内田真礼)の４名が引っ掻き回されるショートドラマが５編収録。

## 収録内容
1. シャイニング・エンジェル [4:09] 
歌 : 弓弦羽ミサキ(CV.石原夏織)
作詞：真鍋ひでたか／作曲・編曲：真鍋ひでたか＆中沢昭宏＆佐々木貴之
2. ドラマパート Misaki ｢アイドルのおしごと｣ [8:54]
3. ドラマパート Azumi ｢レッツ・スタディ｣ [10:59]
4. ドラマパート Chitose ｢思い出は深く｣ [11:33]
5. ドラマパート Honome ｢疑惑｣ [4:06]
6. ドラマパート Niggurath ｢毎日が楽しくて｣ [15:33] 
出演 :蝶ヶ崎ほのめ（CV. 佐伯伊織）
各務原あづみ（CV. 小倉唯）
弓弦羽ミサキ（CV. 石原夏織）
青葉千歳（CV. 内田真礼）
シュブニ・グ（CV. 三上枝織）

## 封入特典
ゼクスカード 「あるてぃめっと＠ニグたんタイム」 ２枚